# Paul Garred
Paul Garred (ur. 23 maja 1985 w Seaford) – brytyjski perkusista, były członek zespołu The Kooks.
Edukację rozpoczął w Seaford w szkole, gdzie jego matka pracowała jako nauczycielka. W wieku 16 lat zaczął grać w amatorskiej kapeli Stairwell. Później uczył się w BRIT School w Croydon, gdzie poznał Luke’a Pritcharda i Hugh Harrisa. Wraz z nimi zapisał się na Brighton Institute of Music, gdzie poznali Maxa Rafferty’ego, z którym założyli zespół The Kooks.